# Pycnarmon levinia
Pycnarmon levinia là một loài bướm đêm trong họ Crambidae.